# Alumoklyuchevskit
Alumoklyuchevskit ist ein sehr selten vorkommendes Mineral aus der Mineralklasse der „Sulfate (einschließlich Selenate, Tellurate, Chromate, Molybdate und Wolframate)“ mit der chemischen Zusammensetzung K3Cu2+3Al[O2|(SO4)4] und damit chemisch gesehen ein Kalium-Kupfer-Aluminium-Sulfat mit zusätzlichen Sauerstoffionen sowie das Aluminium-Analogon zum eisendominierten Klyuchevskit.
Alumoklyuchevskit kristallisiert im triklinen Kristallsystem und entwickelt langprismatische bis nadelige Kristalle bis etwa einem Millimeter Länge, die nach der b-Achse [010] gestreckt sind. Er findet sich aber meist in Form büscheliger Mineral-Aggregate und feiner „Kristallrasen“ auf anderen Mineralen oder Gesteinsuntergrund. Die durchsichtigen Kristalle sind in frischem Zustand von dunkelgrüner Farbe und zeigen auf den Oberflächen einen glasähnlichen Glanz. Als idiochromes Mineral hinterlässt Alumoklyuchevskit auf der Strichtafel einen hellgrünen Strich.

## Etymologie und Geschichte
Erstmals entdeckt wurde Alumoklyuchevskit in Mineralproben, die nach der großen Spalteneruption an den Fumarolen des Tolbatschik auf der Halbinsel Kamtschatka im russischen Föderationskreis Ferner Osten gesammelt wurden. Die Analyse und Erstbeschreibung erfolgte durch M. G. Gorskaja, Lidija Pawlowna Wergassowa, Stanislaw K. Filatow, D. V. Rolich und V. V. Ananjew (russisch: М. Г. Горская, Л. П. Вергасова, С. К. Филатов, Д. В. Ролич, В. В. Ананьев), die das Mineral nach dessen naher Verwandtschaft mit Klyuchevskit und dem dominanten Aluminium-Anteil benannten.
Das Mineralogen-Team reichte seine Untersuchungsergebnisse und den gewählten Namen 1993 zur Prüfung bei der International Mineralogical Association ein (interne Eingangs-Nr. der IMA: 1993-004), die den Alumoklyuchevskit als eigenständige Mineralart anerkannte. Die Publikation der Erstbeschreibung folgte zwei Jahre später im russischen Fachmagazin Sapiski Wsessojusnogo Mineralogitscheskogo Obschtschestwa (russisch Записки Всесоюзного Минералогического Общества, englisch Zapiski Vsesoyuznogo Mineralogicheskogo Obshchestva) und wurde 1996 bei der Publikation der New Mineral Names im englischsprachigen Fachmagazin American Mineralogist nochmals bestätigt.
Das Typmaterial des Minerals wird in der Mineralogischen Sammlung der Staatlichen Bergbau-Universität Sankt Petersburg (ehemals Staatliches Bergbauinstitut) in Sankt Petersburg unter der Katalog-Nr. 2072/1 aufbewahrt.

## Klassifikation
Da der Alumoklyuchevskit erst 1993 als eigenständiges Mineral anerkannt wurde, ist er in der seit 1977 veralteten 8. Auflage der Mineralsystematik nach Strunz noch nicht verzeichnet. Einzig im Lapis-Mineralienverzeichnis nach Stefan Weiß, das sich aus Rücksicht auf private Sammler und institutionelle Sammlungen noch nach dieser alten Form der Systematik von Karl Hugo Strunz richtet, erhielt das Mineral die System- und Mineral-Nr. VI/B.05-45. In der „Lapis-Systematik“ entspricht dies der Klasse der „Sulfate, Chromate, Molybdate und Wolframate“ und dort der Abteilung „Wasserfreie Sulfate, mit fremden Anionen“, wobei in den Gruppen VI/B.01 bis 10 vorwiegend Verbindungen mit mittelgroßen Kationen eingeordnet sind. Alumoklyuchevskit bildet hier zusammen mit Chlorothionit, Fedotovit, Kamchatkit, Klyuchevskit, Piypit und Puninit eine eigenständige, aber unbenannte Gruppe (Stand 2018).
Die von der IMA zuletzt 2009 aktualisierte 9. Auflage der Strunz’schen Mineralsystematik ordnet den Alumoklyuchevskit in die erweiterte Klasse der „Sulfate (Selenate, Tellurate, Chromate, Molybdate und Wolframate)“ und dort in die Abteilung der „Sulfate (Selenate usw.) mit zusätzlichen Anionen, ohne H2O“, dort aber ebenfalls in die Abteilung der „Sulfate (Selenate usw.) mit zusätzlichen Anionen, ohne H2O“ ein. Diese ist allerdings weiter unterteilt nach der relativen Größe der beteiligten Kationen, so dass das Mineral entsprechend seiner Zusammensetzung in der Unterabteilung „Mit mittelgroßen und großen Kationen“ zu finden ist, wo es zusammen mit Klyuchevskit die unbenannte Gruppe 7.BC.45 bildet.
Auch die vorwiegend im englischen Sprachraum gebräuchliche Systematik der Minerale nach Dana ordnet den Alumoklyuchevskit in die Klasse der „Sulfate, Chromate und Molybdate“ und dort in die Abteilung der „Sulfate“ ein. Hier ist er in der „Klyuchevskitgruppe“ mit der System-Nr. 28.04.06 innerhalb der Unterabteilung „Wasserfreie Säuren und Sulfate mit verschiedenen Formeln“ zu finden.

## Chemismus
Gemäß der idealen (theoretischen), das heißt stoffreinen Zusammensetzung von Alumoklyuchevskit mit der Summenformel K3Cu2+3AlO2(SO4)4 oder auch der kristallchemischen Strukturformel K3Cu2+3Al[O2|(SO4)4] besteht das Mineral im Verhältnis aus je drei Kalium- (K+) und Kupfer- (Cu2+) sowie einem Aluminium-Kation (Al3+), denen zwei Sauerstoff- (O2−) und vier Sulfat-Anionen [SO4]2− gegenüber stehen.
Diese Zusammensetzung entspricht einem Massenanteil von 15,62 Gew.-% K, 25,38 Gew.-% Cu, 3,59 Gew.-% Al, 17,08 Gew.-% S und 38,34 Gew.-% O oder in der Oxidform 18,81 Gew.-% K2O, 31,77 Gew.-% CuO, 6,79 Gew.-% Al2O3 und 42,63 Gew.-% SO3.
Die Auswertung von 26 Mikrosondenanalysen an natürlichen Alumoklyuchevskit-Mineralproben vom Tolbatschik ergab eine leicht abweichende Zusammensetzung von 18,68 Gew.-% K2O, 31,19 Gew.-% CuO, 4,65 Gew.-% Al2O3 und 40,70 Gew.-% SO3 sowie zusätzlich 3,70 Gew.-% Fe2O3. Auf der Basis von 18 Sauerstoffatomen errechnet sich daraus die empirische Formel K3,07Cu3,04(Al0,71Fe0,36)Σ=1,07S3,94O18, die zur eingangs genannten Formel idealisiert wurde.
Der gemessene Eisenanteil nimmt stellvertretend Gitterplätze des Aluminiums ein (siehe auch Substitution, Diadochie), wobei das Verhältnis von Al : Fe im Bereich von 0,26 bis 0,88 Gew.-% liegt. Da auch beim verwandten Klyuchevskit der diadoche Einbau von Aluminium anstelle des ansonsten dominanten Eisens beobachtet und mit einem Variationsbereich zwischen 2,51 und 2,56 Gew.-% gemessen wurde, gehen die Erstbeschreiber Gorskaja, Vergasowa, Filatow, Rolich und Ananjew davon aus, dass die beiden Minerale eine Mischkristallreihe bilden.

## Kristallstruktur
Bei den für die Erstbeschreibung 1995 nötigen Analysen wurde für den Alumoklyuchevskit eine monokline Symmetrie in der Raumgruppe I2 (Raumgruppen-Nr. 5, Stellung 3) mit den Gitterparametern a = 18,423(5) Å; b = 5,139(1) Å; c = 18,690(7) Å und β = 101,72(2)° sowie vier Formeleinheiten pro Elementarzelle bei einer berechneten Dichte von 2,95 g/cm3 ermittelt.
Auch eine 2008 publizierte zweite Analyse ergab wieder eine monokline Symmetrie mit der gleichen Raumgruppe, wenn auch mit den leicht abweichenden Gitterparametern a = 18,772(7) Å; b = 4,967(2) Å; c = 18,468(7) Å und β = 101,66(1)°.
Erst durch neuere Feldstudien zwischen 2014 und 2015, bei denen neben der neuen Mineralart Puninit auch frische Proben von Kamchatkit und Alumoklyuchevskit gefunden wurden, ermöglichten eine verfeinerte Analyse der Kristallstruktur der Letztgenannten. Für Alumoklyuchevskit ergab sich dadurch eine Änderung der Symmetrie in das trikline Kristallsystem mit der Raumgruppe P1 (Nr. 2) und den Gitterparametern a = 4,952(3) Å; b = 11,978(6) Å; c = 14,626(12) Å; α = 87,119(9)°; β = 80,251(9)° und γ = 78,070(9)° bei ebenfalls vier Formeleinheiten pro Elementarzelle.

## Eigenschaften
An der feuchten Luft hydratisiert der wasserlösliche Alumoklyuchevskit innerhalb von einer Woche und überzieht sich dabei mit einer weißen, pulvrigen Kruste.

## Bildung und Fundorte
Alumoklyuchevskit bildet sich als Sublimationsprodukt aus vulkanischen Gasen an Fumarolen. Als Begleitminerale können unter anderem Averievit, Fedotovit, Lammerit, Langbeinit, Piypit und Tenorit auftreten.
Bisher konnte Alumoklyuchevskit nur an seiner Typlokalität im Bereich der großen Spalteneruption sowie an den nahe gelegenen Fumarolen Arsenatnaja und Jadowitaja am zweiten Schlackenkegel des Tolbatschik auf Kamtschatka entdeckt werden (Stand 2020).